# Anytime...Anywhere
| Recensione       | Giudizio |
| ---------------- | -------- |
| AllMusic         | [ 2 ]    |
| Robert Christgau | C        |

Anytime...Anywhere è il sesto album discografico di Rita Coolidge, pubblicato dalla casa discografica A&M Records nel marzo del 1977.
Rappresenta l'album di maggior successo della cantante statunitense, il disco superò il milione di copie vendute e fu certificato sia disco d'oro sia di platino dalla RIAA.
Il singolo (Your Love Has Lifted Me) Higher and Higher (già grande successo di Jackie Wilson) contenuto nell'album, ottenne la certificazione di disco d'oro il 30 agosto 1977, vendette 500 000 copie.
La posizione in classifica The Billboard 200 raggiunta dall'album fu la sesta, mentre nella classifica Country Albums si piazzò al ventitreesimo posto.

## Tracce
Lato A
1. (Your Love Has Lifted Me) Higher and Higher – 3:55 (Paul Smith, Gary Jackson, Raynard Miner, Billy Davis)
2. The Way You Do the Things You Do – 3:35 (William Smokey Robinson, Robert Rogers)
3. We're All Alone – 3:38 (Boz Scaggs)
4. I Feel the Burden (Being Lifted Off My Shoulders) – 2:46 (Glen Clark)
5. I Don't Want to Talk About It – 3:36 (Danny Whitten)

Lato B
1. Words – 3:25 (Barry Gibb, Robin Gibb, Maurice Gibb)
2. Good Times – 2:42 (Sam Cooke)
3. Who's to Bless and Who's to Blame – 3:37 (Kris Kristofferson)
4. Southern Lady – 3:30 (Mike Hazelwood)
5. The Hungry Years – 4:18 (Neil Sedaka, Howard Greenfield)

## Musicisti
(Your Love Has Lifted Me) Higher and Higher
- Rita Coolidge - voce, accompagnamento vocale - cori
- Mike Utley - pianoforte elettrico, sintetizzatore
- Booker T. Jones - organo, sintetizzatore, arrangiamenti
- Jerry McGee - chitarra
- Dean Parks - chitarra
- Lee Sklar - basso
- Mike Baird - batteria
- Kim Carnes - accompagnamento vocale - cori
- Daniel Timms -  - accompagnamento vocale - cori

The Way You Do the Things You Do
- Rita Coolidge - voce
- Mike Utley - pianoforte
- Booker T. Jones - organo, accompagnamento vocale - cori, arrangiamenti
- Jerry McGee - chitarra elettrica slide
- Dean Parks - chitarra ritmica elettrica
- Lee Sklar - basso
- Mike Baird - batteria
- Kim Carnes - accompagnamento vocale - cori
- Daniel Timms - accompagnamento vocale - cori

We're All Alone
- Rita Coolidge - voce
- Mike Utley - pianoforte, sintetizzatore
- Booker T. Jones - organo, arrangiamenti
- Jerry McGee - chitarra acustica
- Dean Parks - chitarra acustica, chitarra elettrica solista
- Lee Sklar - basso
- Mike Baird - batteria

I Feel the Burden (Being Lifted Off My Shoulders)
- Rita Coolidge - voce
- Mike Utley - pianoforte, organo
- Jerry McGee - chitarra solista
- Dean Parks - chitarra ritmica
- Lee Sklar - basso
- Sammy Creason - batteria
- Bobbye Hall - tamburello, congas
- Clydie King - accompagnamento vocale - cori
- Venetta Fields - accompagnamento vocale - cori
- Sherlie Matthews - accompagnamento vocale - cori

I Don't Want to Talk About It
- Rita Coolidge - voce, armonie vocali
- Dean Parks - chitarra acustica
- Jerry McGee - chitarra acustica
- Al Perkins - chitarra pedal steel
- Mike Utley - pianoforte
- Lee Sklar - basso
- Sammy Creason - batteria
- Nick DeCaro - arrangiamenti

Words
- Rita Coolidge - voce
- Jerry McGee - chitarra acustica
- Mike Utley - pianoforte, sintetizzatore
- Booker T. Jones - pianoforte elettrico, arrangiamenti, armonie vocali
- Lee Sklar - basso
- Mike Baird - batteria

Good Times
- Rita Coolidge - voce
- Booker T. Jones - pianoforte elettrico, organo, arrangiamenti, accompagnamento vocale - cori
- Mike Utley - pianoforte
- Jerry McGee - chitarra acustica
- Dean Parks - chitarra elettrica
- Lee Sklar - basso
- Mike Baird - batteria
- Kim Carnes - accompagnamento vocale - cori
- Daniel Timms - accompagnamento vocale - cori

Who's to Bless and Who's to Blame
- Rita Coolidge - voce
- Mike Utley - pianoforte, organo
- Dean Parks - chitarra
- Lee Sklar - basso
- Sammy Creason - batteria
- Clydie King - accompagnamento vocale - cori
- Venetta Fields - accompagnamento vocale - cori
- Sherlie Matthews - accompagnamento vocale - cori

Southern Lady
- Rita Coolidge - voce
- Jerry McGee - chitarre elettriche
- Mike Utley - pianoforte elettrico, organo
- Lee Sklar - basso
- Sammy Creason - batteria
- Bobbye Hall - tambourine, congas
- Clydie King - accompagnamento vocale - cori
- Venetta Fields - accompagnamento vocale - cori
- Sherlie Matthews - accompagnamento vocale - cori

The Hungry Years
- Rita Coolidge - voce
- Dean Parks - chitarra elettrica, arrangiamenti strumenti a corda, arrangiamenti strumenti a fiato
- Jerry McGee - chitarra acustica
- Mike Utley - pianoforte
- Lee Sklar - basso
- Sammy Creason - batteria
- Gayle Levant - arpa

Note aggiuntive
- David Anderle - produttore
- Ellen Vogt - assistente alla produzione
- Registrazioni effettuate al Sunset Sound Studios, A&M Recording Studios e allo Studio 55, Los Angeles
- Marty Lewis, Kent Nebergall e Warren Dewey - ingegneri delle registrazioni
- Mixato al Sunset Sound Studios di Los Angeles
- Kent Nebergall - ingegnere del mixaggio
- Roland Young - art direction
- Chuck Beeson - design album
- Dick Zimmerman - fotografie[8]